# Magomied Omarow
Magomied Szachbanowicz Omarow (ros. Магомед Шахбанович Омаров; ur. 6 października 1989) – pochodzący z Dagestanu rosyjski bokser, mistrz Europy.
Największym osiągnięciem zawodnika jest mistrzostwo Europy amatorów w 2011 roku w wadze superciężkiej. Podczas igrzysk olimpijskich w Londynie (2012) przegrał w ćwierćfinale z Məhəmmədrəsulem Məcidovem z Azerbejdżanu.